# Estudio Fotográfico Coyne
El Estudio Fotográfico Coyne fue un estudio familiar que tuvo una gran importancia en la historia de la fotografía y del cine en la ciudad aragonesa de Zaragoza (España). 

## Historia
El Estudio Fotográfico Coyne de Zaragoza se inicia en 1874 con Anselmo María Coyne y Barreras (Pamplona, 1829 – Zaragoza, 1896) y se prolonga hasta finales del siglo XX.
Tras el fallecimiento de Mariano Júdez y Ortiz el 26 de febrero de 1874, fotógrafo reconocido y acreditado de Zaragoza; Anselmo María Coyne se asocia en marzo de ese mismo año con su viuda, Tomasa Chinar y con el hermano menor de este, Toribio Júdez. A partir de ese momento, la nueva sociedad se conocerá como "Júdez y Coyne" cuyo estudio fotográfico continuará en la calle del Coso nº 35 de Zaragoza, aunque seguían manteniendo el uso del gabinete fotográfico del vecino Coso nº 33, donde su antecesor había permanecido desde 1860 hasta su traslado en 1864 al mencionado nº 35, anteriormente denominado como Coso 18 y 19 hasta 1861, momento en el que se cambia la numeración de las calles de la ciudad. Posteriormente, en 1877 Toribio Júdez fallece y la sociedad se disuelve, creándose otra nueva cuya denominación será " Coyne y compañía, sucesores de Júdez". Es ahí cuando Anselmo María Coyne se hace con los álbumes fotográficos propiedad de la viuda de Júdez aumentando además su participación en la sociedad al 50%.
El Estudio Fotográfico se llamó Antonio Esplugas, sucesor de Coyne entre 1912 y 1921, al hacerse cargo del taller Antonio Esplugas quien se casó con Ángeles Buil, viuda de Ignacio Coyne.
La saga de los Coyne la formaron:
- Anselmo María Coyne, tras realizar estudios de Química, trabajó en Pamplona por un breve tiempo con el fotógrafo Marín. En 1874 se instala en Zaragoza con su familia y comienza a trabajar en el estudio de Mariano Júdez Ortiz, pionero de la fotografía en Zaragoza, tras asociarse con su viuda y el hermano menor de este, Toribio Júdez. En 1881 Coyne recibe el título de fotógrafo de la Casa Real utilizando los álbumes fotográficos realizados por Mariano Júdez en 1866 y 1871 en el Monasterio de Piedra. Tras ser enviados a la Casa Real, le será concedida esta prebenda y así hará figurar en sus reversos fotográficos como proveedor de la Real Casa, y desde 1882 figura como principal fotógrafo del Estudio.[3]

- Su hijo Ignacio Coyne Lapetra aprendió pronto los secretos de la fotografía. Cuando en 1896 llega el cinematógrafo a Zaragoza inmediatamente se interesó abriendo en 1905 la primera sala estable de cine en la ciudad, que denomina Cinematógrafo Coyne. Más tarde filma sus propias películas. Ignacio Coyne fue encargado de los reportajes oficiales de la Exposición Hispano-Francesa de 1908.[3]

- Antonio Coyne Lapetra. Conoció los secretos de la fotografía a través de su hermano Ignacio. Realizó diversos trabajos fotográficos entre los que destacan los reportajes sobre la Primera Guerra Mundial. Hacia 1930 se establece en Menton (Francia).[3]

- Antonio Esplugas. Se hizo cargo del Estudio Coyne al casarse con la viuda de Ignacio.[3]

- Fernando Coyne Buil (1903-1986). Trabajó en el estudio con su hermano Manuel, trasladándose más tarde a Barcelona y luego a Francia, donde abrió un estudio en la ciudad de Narbona, con el nombre de Photo-Cine.[3]

- Manuel Coyne Buil (Zaragoza, 1900-1994). Continuador del negocio familiar tuvo estudio propio con su hermano Fernando. Trabajó en París en 1928 en el Studio G.L. Manuel Frères. Al iniciarse la Guerra Civil en España se presenta voluntario realizando muchas fotografías en el frente. Hacia 1944 funda y dirige en Zaragoza las Galerías de Arte Macoy. Como cineasta realizó numerosos documentales, en distintos formatos, de los acontecimientos más dispares.[3]

## Archivo fotográfico
El archivo fotográfico de los Coyne se conserva en el Archivo Histórico Provincial de Zaragoza desde 2001, año en que fue adquirido por la Dirección General de Acción Cultural del Departamento de Cultura y Turismo del Gobierno de Aragón (Resolución de 19 de octubre de 2001).
El archivo se compone de 100.000 fotografías, 71 películas y 3 grabaciones sonoras realizadas entre 1870 y 1994.

## Acceso
El acceso a las fotografías es libre aunque, en algunos casos, puede haber restricciones por motivos de conservación (Ley 16/1985, de 25 de junio, del  Patrimonio Histórico Español, artículo 62) y también por razones de protección de datos Ley Orgánica 15/1999 de Protección de Datos de Carácter personal).
Pueden visualizarse en el Archivo y también a través del buscador DARA, Documentos y Archivos de Aragón.